# De Nationalliberale
De nationalliberale var en retning i dansk politik 1842-1882. Retningen blev betragtet som et parti i betydningen "gruppering", men der var ikke tale om en partiorganisation. Til grund for de nationalliberales politik lå den nationalliberale ideologi. 

## Starten
Retningen opstod, da Orla Lehmann formulerede Ejderpolitikken i 1842 i opposition til helstatspolitikken. Fra begyndelsen fik de nationalliberale tilslutning fra en gruppe yngre liberale, deriblandt Carl Ploug gennem mange år redaktør af avisen Fædrelandet og D.G. Monrad, der blev grundlovsfader i 1848-1849. Senere kom C.C. Hall og A.F. Krieger med i forreste række.

## I opposition
Partiet var opstået blandt studenter og akademikere, og det blev derfor ofte kaldt professorpartiet. I 1840’erne havde partiet blandt andet støtte fra købmænd og yngre embedsmænd. 
De nationalliberale ønskede en fri forfatning. De var skandinavisk indstillede, og de førte en Ejderpolitik. De ledende nationalliberale var født i årene omkring 1810. Fra starten stod partiet i skarp modsætning både til den enevældige kongemagt og til godsejerne. 
Omkring 1840 støttede de fleste bønder enevælden. Gennem Bondevennernes Selskab (dannet 1846) søgte de nationalliberale med held at vinde bønderne for en fri forfatning. Alliancen med bønderne vaklede dog allerede fra 1848. 

## Junigrundloven
De nationalliberale var ledende i martsrevolutionen 1848. Martsministeriet var en koalitionsregering mellem de nationalliberale og mere konservative elementer. I efteråret 1848 blev de nationalliberale presset ud af regeringen, og det konservative novemberministerium blev dannet. 
Den grundlovgivende rigsforsamling, der sad i 1848-1849, var delt i tre næsten lige store retninger. De nationalliberale stod mellem højrepartiet og Bondevennerne, der efter bruddet med de nationalliberale nu repræsenterede bønderne og udgjorde venstresiden.
Stridspunktet i rigsforsamlingen blev sammensætningen af den nye rigsdag. Bondevennerne ønskede et etkammersystem med almindelig valgret. Højre ønskede et tokammersystem med privilegeret valgret. Det blev afgørende for udfaldet, at centrum tilsluttede sig et kompromisforslag om to kamre med almindelig valgret til Folketinget og med privilegeret valgbarhed til Landstinget. Også på andre punkter fik de nationalliberale afgørende indflydelse på grundloven fra juni 1849.

## Partiets højdepunkt
I 1849-1857 fik kun få nationalliberale ministerposter i de konservative regeringer. I 1857 dannede C.C. Hall en nationalliberal regering, der med en kort afbrydelse bevarede magten frem til 31. december 1863. Denne periode blev de nationalliberales højdepunkt, hvor mange af de reformer, som partiet havde krævet i 1840’erne, blev gennemført.

## Tabet af Sønderjylland
Da Hall i 1863 også ville gennemføre Ejderpolitikken gik det galt. Novemberforfatningen blev anledning til at Bismarck erklærede den 2. Slesvigske Krig. Danmark tabte krigen og måtte afstå Slesvig, Holsten og Lauenborg til Preussen og Østrig.
De nationalliberale måtte bære skylden for nederlaget. Partiet mistede sin prestige og sine ministerposter.

## Samarbejde med godsejerne
I 1865 dannede grev Frijs til Frijsenborg regering. Herefter var posten som konseilspræsident på godsejernes hænder i flere årtier. I 1866 gav en ændring af grundloven også godsejerne den afgørende indflydelse i Landstinget. 
De Nationalliberale genvandt dog snart noget af deres tidligere índflydelse. Efter 1866 var regeringerne koalitioner mellem godsejerne og deres tidligere modstandere: de nationalliberale. Dette sluttede i 1875, da J.B.S. Estrup dannede en ren godsejerregering.

## Manglende generationsskifte
Et muligt generationsskifte blev forpurret, da en række yngre nationalliberale gik over til Mellempartiet i 1866. Helt frem til de nationalliberales opløsning blev partiets ledelse derfor præget af mænd fødte omkring 1810. 

## Forfatningskampen
De nationalliberale ønskede ikke den forfatningskamp, der prægede dansk politik i slutningen af 1800-tallet. 
I 1882 lykkedes det for Krieger at få Folketinget og Landstinget til at enes om finansloven. Samtidigt protesterede både Ploug og Krieger mod Estrups forsvarsforslag. 
Kort tid efter går de nationalliberale i opløsning. De fleste fra partiet går til Højre. Monrad og enkelte andre nærmer sig Venstre. 

## Den offentlige mening
Ved indgangen til 1870’erne prægede de nationalliberales nationalromantiske holdning stadig den offentlige mening og kulturlivet. Venstremanden Viggo Hørup rejste en kraftig opposition mod dette. Med støtte fra kredsen omkring Georg Brandes lykkedes det ham at beskære den nationalromantiske indflydelse. 

## Nationalliberale partier i andre lande
Der har også været nationalliberale partier i Tyskland og Storbritannien.